# The Elder Scrolls: Legends
The Elder Scrolls: Legends est un jeu vidéo en free to play de cartes à collectionner s'inspirant de l’univers de The Elder Scrolls, développé par Dire Wolf et édité par Bethesda Softworks. Il est sorti en 2017 sur PC et appareils iOS. Il est annoncé en 2018 sur consoles avec désormais Sparkypants Studios qui développe le jeu à la place de Dire Wolf avec une refonte complète du code du jeu.

## Système de jeu
Deux joueurs s'affrontent en ligne avec un paquet d'un minimum de cinquante cartes. Chaque joueur commence par piocher trois cartes – si le tirage ne lui convient pas il peut choisir une ou plusieurs cartes à remettre dans le paquet et piocher des nouvelles cartes jusqu'à en avoir trois. Chaque joueur dispose de ressources qui augmentent à chaque tour, jouant des cartes consommant ces ressources, à tour de rôle.
Une carte jouée permet d'occuper l'espace de jeu, divisé en deux rangées de deux colonnes, soit de manière permanente, en occupant un emplacement, soit de manière temporaire, en appliquant un effet à une autre carte ou resource de jeu avant de disparaître dans la défausse.

## Développement
Le jeu est annoncé lors de la conférence de Bethesda durant l'E3 2015 pour une sortie sur PC et appareils iOS à l'automne 2015. En décembre 2015, le jeu est repoussé à 2016.
Le 1er novembre 2024, Bethesda annonce la fermeture définitive des serveur de TESL au 31 janvier 2025 et permet aux joueurs d'obtenir tout ce que propose la boutique pour une pièce d'or symbolique, afin que tous les joueurs puissent essayer l'intégralité du jeu avant sa fin.